# Гагалій Микола Іванович
о. Гагалі́й Микола Іванович (*1893, м. Харків - †1944, м. Кіровоград (нині ― Кропивницький)) ― священослужитель УАПЦ, поет.

## Життєпис
Народився в м.Харкові, закінчив учительську семінарію в м. Костянтиноград (1917). Працював вчителем в сільських школах. 
Рукоположений в сан архієпископом Костянтином Кротевичем в 1923 р. Служив Богу і Україні в полтавських селах - Ключниківці, Комишні, Дубровці, Поливенному Хуторі і м. Миргород. 
Після заборони УАПЦ в 1930 р. вимушений був змінити десятки професій від чорнороба до бухгалтера і місця проживання. У 1939 році поселився в Кіровограді, був позбавлений виборчих прав. Під час окупації дописував в місцеві українські газети, був підпільником ОУН, не підтримував розкол на "бандерівців" і "мельниківців". Під впливом літератора Олександра Олеся почав писати поезії. 
Вдруге висвячений в сан архієпископом Михайлом Хорошим. Згодом - настоятель Грецького собору УАПЦ м. Кіровограда.
Репресований НКВС, розстріляний 1944-го року. Реабілітований 1993 р.